# 青森県を舞台とした作品一覧
青森県を舞台とした作品一覧（あおもりけんをぶたいとしたさくひんいちらん）では、青森県内をモチーフ、ロケーション撮影地とした文芸・ドラマ・映画・漫画・アニメーション作品などについて記述する。

## 文芸作品（小説、古典、紀行）
- 愛と殺意の津軽三味線（西村京太郎）
- 青い山脈（石坂洋次郎）
- 青荷温泉殺人事件（吉村達也）
- 青森ねぶた殺人事件（西村京太郎）
- 青森ねぶた火祭りの里殺人事件（和久峻三）
- 青森発「十和田」4分の殺意（峰隆一郎）
- 青森わが愛（西村京太郎）
- 津軽（アリバイ）海峡+-の交叉（深谷忠記）
- あん火（佐藤紅緑）
- いとみち（越谷オサム）
- 犬部!（片野ゆか）
- 奥入瀬渓谷殺人情景（風見修三）
- 奥入瀬殺人渓流（梓林太郎）
- 奥入瀬・十和田湖殺人事件（津村秀介）
- 恐山「黄金の国」殺人海峡（草野唯雄）
- 恐山殺人事件（内田康夫）
- 恐山・十和田湖殺人旅愁（荻原秀夫）
- 男たちは北へ（風間一輝）
- 鬼が来た 棟方志功伝（長部日出雄）
- 思ひ出（太宰治）
- おらんだ帽子（三浦哲郎）
- おろおろ草紙（三浦哲郎）
- 海峡（井上靖）
- 街道をゆく3（司馬遼太郎）
- 風の視線（松本清張）
- かたづの!（中島京子）
- 消えた城塞（長部日出雄）
- 飢餓海峡（水上勉）
- 北の森 青い森鉄道線（西村京太郎）
- 魚影の群れ（吉村昭）
- 草を刈る娘（石坂洋次郎）
- 拳銃と十五の短編（三浦哲郎）
- 恋の十和田、死の猪苗代（西村京太郎）
- 五能線の女（西村京太郎）
- 座席急行「津軽」殺人事件（西村京太郎）
- 殺人山行・恐山（梓林太郎）
- しづ女の生涯（三浦哲郎）
- 十三の冥府（内田康夫）
- 白い闇（松本清張）
- 白神山地殺人事件（梓林太郎）
- 新リア王（高村薫）
- 雀（太宰治）
- ストーブ列車殺人事件（西村京太郎）
- 生（田山花袋）
- 蒼茫の大地、滅ぶ（西村寿行）
- 卒業旅行は北国へ（三輪裕子）
- 空と山のあいだ（田澤拓也）
- 終着駅殺人事件（西村京太郎）
- 第一阿房列車 奥羽本線（内田百閒）
- 「太宰治の旅」殺人事件（深谷忠記）
- 津軽（太宰治）
- 津軽いにしえの殺人（木谷恭介）
- 津軽海峡死景色（辻真先）
- 津軽から飛んだ（長部日出雄）
- 津軽殺人事件（内田康夫）
- 津軽殺人じょんから節（辻真先）
- 津軽三味線（倉光俊夫）
- 津軽十三湖殺人事件（木谷恭介）
- 津軽双花（葉室麟）
- 津軽太平記（獏不次男）
- つがる弘前城殺人事件（中津文彦）
- 東北三大祭殺人事件（木谷恭介）
- 洞爺丸はなぜ沈んだか（上前淳一郎）
- 十三の海鳴り（安部龍太郎）
- 特急「あけぼの」みちのく殺人（草川隆）
- 十和田湖殺人事件（中町信）
- 十和田田沢湖殺人ライン（深谷忠記）
- 十和田湖畔に死体が躍る（辻真先）
- 十和田殺人湖畔（山村正夫）
- 十和田南殺意の旅（西村京太郎）
- 夏伯殺人岬（内田康夫）
- 菜の花の沖5巻（司馬遼太郎）
- 日本百名山]（深田久弥）
- 人間失格殺人事件（吉村達也）
- 八甲田山殺人事件（吉村達也）
- 八甲田山死の誘い（梓林太郎）
- 八甲田山死の彷徨（新田次郎）
- 八甲田連峰吹雪の惨劇（小笠原狐酒）
- はまなす物語（三浦哲郎）
- 晴子情歌（高村薫）
- 筆談ホステス（斎藤理恵）
- 獄の棘（大門剛明）
- 百日紅の咲かない夏（三浦哲郎）
- 白夜を旅する人々（三浦哲郎）
- 弘前・桜狩り列車殺人号（辻真先）
- 風雪平野（長部日出雄）
- 冬の厠（三浦哲郎）
- ブルー・スノウ（川田拓矢）
- ブルートレインで行こう（三輪裕子）
- 北帰行殺人事件（西村京太郎）
- ぼくらの悪校長退治(宗田理)
- 魔弾の射手（高木彬光）
- 密葬海流（太田蘭三）
- やり・へら・にっこ（安岡章太郎）
- リゾートしらかみの犯罪（西村京太郎）
- わが日わが夢（石坂洋次郎）
- 私の胸には蝮が宿りけり（長坂秀佳）

## テレビドラマ
- 青い鳥
- いのち
- お祭り弁護士・澤田吾朗3
- 飢餓海峡
- さすらい署長 風間昭平7
- 実録犯罪史シリーズ『弘前大学教授夫人殺し』『浅虫温泉放火事件』
- 白い闇
- 進め!青函連絡船
- 制服捜査
- 津軽海峡ミステリー航路
- 八甲田山
- 筆談ホステス
- マグロ
- 繭子ひとり
- 私の青空

## 映画
- 青いうた〜のど自慢 青春編〜
- アオグラ
- 明日に架ける橋
- いこかもどろか
- 伊藤の話
- いとみち
- 犬部!
- イノセントワールド
- ウルトラミラクルラブストーリー
- 男はつらいよ 奮闘篇
- 俺は田舎のプレスリー
- 海峡
- 看護婦のオヤジがんばる
- 飢餓海峡
- 奇跡のリンゴ
- 北の三人
- 雲のむこう、約束の場所
- クレヨンしんちゃん 暗黒タマタマ大追跡
- 刑事物語2 りんごの詩
- ゴジラ・エビラ・モスラ 南海の大決闘
- 混血児リカ ひとりゆくさすらい旅
- 三本木農業高校、馬術部
- 斜陽のおもかげ
- 出所祝い
- 素敵な夜、ボクにください
- 津軽じょんがら節
- 津軽百年食堂
- 津波そして桜
- 田園に死す
- ドキュメンタリー八甲田山
- トラック野郎・御意見無用
- NITABOH 仁太坊-津軽三味線始祖外聞
- 八甲田山
- へばの
- マイ・ブロークン・マリコ
- 満月 MR.MOONLIGHT
- 乱れ雲
- ライアの祈り
- リアリズムの宿
- リンゴ園の少女
- りんごのうかの少女
- わさお

## 漫画
- 奇子（手塚治虫）
- いなかっぺ大将（川崎のぼる）
- うしおととら（藤田和日郎）
- 美味しんぼ
- 幼なじみになじみたい（新挑限）[1]
- かたづの!（里中満智子）
- ザ・ワールド・イズ・マイン（新井英樹）
- じいさんばあさん若返る（新挑限）[2]
- シャーマンキング
- ちゃぺ!
- 津軽先輩の青森めじゃ飯!（仁山渓太郎）[3]
- ふらいんぐうぃっち（石塚千尋）
- マグロ一本釣り伝説 じょっぱれ瞬!
- ましろのおと
- 名物!たびてつ友の会（山口よしのぶ）
- リアリズムの宿

## テレビアニメ
- いなかっぺ大将
- うしおととら
- 美味しんぼ
- ガンパレード・オーケストラ
- シャーマンキング
- ふらいんぐうぃっち
- ましろのおと

## 音楽
- 青森ロック大臣
- お岩木山
- 恐山ル・ヴォワール
- 帰ってこいよ
- 五能線
- 津軽海峡冬景色
- 津軽恋女
- 津軽さくら物語
- 津軽涙唄
- 津軽の海
- 津軽平野
- 弘前慕情
- 風雪ながれ旅
- リンゴ追分

## ゲーム
- ガンパレード・オーケストラ 白の章 〜青森ペンギン伝説〜
- 花色ヘプタグラム

## ラジオドラマ
- お岩木さまの子どもたち（NHK-FM、 FMシアター）
- 風のちリンゴ晴れ（NHK-FM）
- ねぶたの来ない夏に（NHK-FM、FMシアター）
- 卍の城物語（青森放送）

## ドキュメンタリー
- ドキュメンタリー八甲田山
- プロジェクトX
  - 第3回「友の死を乗り越えて 青函トンネル」
  - 第60回「白神山地マタギの森の総力戦」
- マグロに賭けた男たち